# Huntsville, Teksas
Huntsville, grad u američkoj državi Teksas, sjedište okruga Walker. Nalazi se oko 70 milja (112 km) sjeverno od Houstona na međudržavnoj cesti 45 koja povezuje Houston i Dallas. 

## Povijest
Grad nastaje 1836. kada Pleasant i Ephraim Gray otvaraju prvu trgovačku postaju, a svoje ime dobiva poi Huntsvilleu u Alabami. U gradu je živjelo više osoba značajnih u američkoj povijesti, među kojima Sam Houston (američki poitičar) i Samuel Walker Houston (1864–1945). 

## Populacija
Populacija mu iznosi prreko 38.500 stanovnika (2010) a prvi popis govori o 892 st. (1850); 9.820 (1950), 23.936 (1980)

## Smrtna kazna u Teksasu
Danas se u Huntsvilleu nalazi Texas Department of Criminal Justice (TDCJ), i vrše se smaknuća osuđenika na smrt. Teksas je od ponovnog uvođenja smrtne kazne 1976 do šestog mjeseca 2013 pogubio 499 osoba, a 500 smaknuće izvršeno je 26. lipnja 2013. nad Kimberly McCarthy.